# Souilly
Souilly – miejscowość i gmina we Francji, w regionie Grand Est, w departamencie Moza.
Według danych na rok 1991 gminę zamieszkiwało 316 osób, a gęstość zaludnienia wynosiła 12 osób/km² (wśród 2335 gmin Lotaryngii Souilly plasuje się na 734. miejscu pod względem liczby ludności, natomiast pod względem powierzchni na miejscu 91.).